# 피에르 루이 모페르튀이
피에르 루이 모로 드 모페르튀이(프랑스어: Pierre Louis Moreau de Maupertuis IPA: [mopɛʁtɥi], 1698–1759)는 프랑스의 수학자, 철학자, 문학가이다. 물리학에서는 최소 작용의 원리를 최초로 고안하였고, 생물학에서는 적응도에 따른 종의 발생과 멸종을 설명해 진화론의 선구자로 여겨진다. 또한, 지구의 곡률을 측정하기 위해 라플란드로 탐사를 가기도 했다. 프레드리히 대왕의 초청으로 프러시아 과학 아카데미의 초대 회장이 되었다.

## 생애
모페르튀이는 프랑스 생말로(Saint-Malo)에서 중류층 사략선(cosairs) 상인 가문에서 태어났다. 아버지인 레니는 군주제 국가의 여러 중점 사업에서 사회적으로 정치적으로 성공을 거두었다. 모페르튀이는 과외 교사인 니콜라스 기스네에게 수학을 배웠고 정규 교육을 마치자마자 아버지가 고위 기병대 장교 자리를 마련해 주었다. 기병대에서 3년을 보내는 동안 상류 사회와 수학계에 알려졌고, 파리로 건너가 수학자 및 문학적 재치로 명성을 쌓았다. 1723년 과학 아카데미에 가입하였다.
초기 수학적 연구는 '살아있는 힘' (즉 에너지)에 대한 논쟁이었는데 그는 뉴턴의 업적을 발전시키고 확장하였으며(뉴턴의 이론은 아직 영국 밖에서 널리 받아들여지지 않았다) 쇠퇴하던 데카르트 역학을 반박하였다. 1730년대에 지구의 모양에 대해 역학 이론가들 사이에 논란이 있었다. 모페르튀이는 (그의 스승 요한 베르누이의 도움을 받아) 뉴턴에 대한 자신의 설명을 근거로 지구는 적도가 튀어나온 타원체여야 한다고 예측한 반면, 경쟁자 자크 카시니는 천문 측정을 바탕으로 극지방이 튀어나온 타원체라고 하였다. 1736년 모페르튀이는 루이 15세가 라플란드에 파견한 프랑스 측지선 임무의 책임자로서 자오선 1도의 길이를 측정했다. 측정 결과는 측정 과정과 함께 책으로 출간되었는데 그의 예측대로 논쟁이 해결되었다. 이 책에는 이 탐사의 모험담과 스웨덴의 케임예르비 비문(Käymäjärvi Inscriptions)에 대한 설명이 실려 있다. 귀국해서는 유럽의 거의 모든 과학 학회의 회원이 되었다.
라플랜드 탐험 후 모페르튀이는 초기 수학 작품의 일반화에 착수했으며 모든 역학 법칙의 기초가 되는 형이상학적 원리로 최소 작용 원리를 제안하였다. 또한 생물학 영역으로 확장하여 일부는 대중 과학, 일부는 철학, 일부는 외설적인 내용을 담은 책 <자연의 비너스>를 익명으로 출간하였다. 이 작품에서 유기물이 현대의 화학 친화도(chemical affinity) 개념과 유사한 자기조직적인 "지능"을 소유한다는 발생론을 제안하였는데 많은 독자를 확보하였고 조르주 루이 르클레르(Georges-Louis Leclerc)와 뷔퐁 백작이 논평하였다. 후에 생명체에 대한 그의 생각을 더 발전시켜 형식화하였고 익명으로 출간된 작품에서 유전을 다루었는데 양쪽 부모로부터의 영향에 대한 증거를 모으고 변이를 통계적으로 다루었다.
언어학에도 관심을 기울여 언어의 기원을 다룬 <Reflexions philosophiques sur l'origine des langues et la signification des mots (언어의 기원과 단어의 의미에 관한 철학적 성찰)>(1740년)을 저술하기도 하였다.

1740년 모페르튀이는 프리드리히 2세의 초청으로 베를린으로 가는 도중 몰비츠 전투에서 오스트리아인들에게 포로가 되었다. 석방되자 베를린으로 갔다가 다시 파리로 가서 1742년 과학 아카데미 회장으로 선출되었으며 이듬해 프랑스 학술원 회원이 되었다. 1744년 베를린으로 돌아와 다시 프레드리히 2세의 요구에 따라 1746년 왕립 프러시아 과학 아카데미의 회장으로 선출되었는데, 레온하르트 오일러의 도움을 받으며 죽을때까지 그 자리에 있었다. 프랑스와 프러시아 사이에 7년 전쟁이 일어나면서 그의 지위는 극도로 어색해졌고 그의 명성은 파리와 베를린 양쪽에서 모두 타격을 입었다. 건강이 쇠약해지자 1757년 프랑스 남부로 은퇴했다가 1758년 바젤로 가서 1년 후 사망했다. 모페르튀이는 까다로운 성격으로 인해 끊임없는 논쟁에 휘말렸는데 새뮤얼 쾨니히와 볼테르와의 논쟁이 그 예다.

"그가 한 일의 상당부분의 탁월함은 일을 끝내지 못하는 그의 성향과 자신의 잠재력을 깨닫지 못하여 훼손되었다. 최소 작용 원리는 그의 천재적 통찰이었지만, 지적 에너지나 엄격함이 부족하였고 이에 대한 수학적 기반은 라그랑주가 제공하였다... 그는 유전에서 종들이 발달한 메커니즘을 이해하는데 있어서 또한 면역학에서 놀라운 지적 능력을 보여주었지만 완전히 정교하게 다듬어진 이론은 아니다. 그의 철학 작품은 그의 가장 매혹적인 업적이다: 대담하고 흥미진진하며 잘 논증되었다."

## 진화
일부 과학사학자들은 생물학에서의 그의 연구를 진화론 특히 자연선택설의 중요한 전조라고 한다. 또 다른 저자들은 그의 발언이 피상적이고 모호하거나 곁다리라고 반박한다. 마이어는 평하기를 "그는 진화론자도 아니었고 자연선택론의 창시자도 아니었지만 그는 유전학의 선구자 중 한 명이었다"라고 한다. 모페르튀이는 아이의 특성이 엄마와 아빠에게서 받은 입자에 의해 발현된다는 범생설을 지지하였다. 보울러(Peter J. Bowler)는 유전에 관한 연구, 인간 인종의 자연적 기원, 그리고 생명체 모양이 시간에 따라 변했을지도 모른다는 생각을 모페르튀이의 공로로 인정한다.
모페르튀이는 선하고 현명한 창조주라는 개념과 양립할 수 없는 현상을 열거하면서 자연신학자들을 반박하였다. 그는 또한 개별 표본에 대한 묘사를 강조하는 자연사 전통과는 반대로 다양한 개체군 측면에서 동물을 고려한 최초의 사람 중 한 명이다.

모페르튀이의 원작을 해석하는데 있어 어려움을 겪기도 한다. 아래는 <우주론 Essai de cosmologie,>(1750년)의 일부분을 번역한 것이며 그 뒤에 프랑스어 원문이 있다.
그러나 자연의 생산에서 우연한 조합으로 생존할 수 있는 어떤 적응도의 관계가 존재했던 것처럼, 이 적응도가 현재 존재하는 모든 종에 존재한다는 것을 의아해 할 필요는 없을까? 우연은 수없이 많은 개체를 낳았다고 할 수 있다; 적은 수의 개체에서 동물의 일부분이 자신의 욕구를 충족시킬 수 있도록 발달되었다는 것을 알게 되었다; 또 다른 훨씬 더 큰 숫자에서는 적응도나 질서를 찾을 수 없다. 이들은 멸종되었다. 입이 부족한 동물들은 살 수 없었고, 생식기가 부족한 동물들은 스스로 영속할 수 없었다; 질서와 적응도를 가진 동물들은 살아 남았다; 그리고 오늘날 우리가 보는 이 종들은 맹목적인 운명의 가장 작은 부분에 불과하다.
Mais ne pourroit-on pas dire, que dans la combinaison fortuite des productions de la Nature, comme il n'y avoit que celles où se trouvoient certains rapports de convenance, qui pussent subsister, il n'est pas merveilleux que cette convenance se trouve dans toutes les especes qui actuellement existent? Le hasard, diroit-on, avoit produit une multitude innombrable d'Individus; un petit nombre se trouvoit construit de maniere que les parties de l'Animal pouvoient satisfaire à ses besoins; dans un autre infiniment plus grand, il n'y avoit ni convenance, ni ordre: tous ces derniers ont péri; des Animaux sans bouche ne pouvoient pas vivre, d'autres qui manquoient d'organes pour la génération ne pouvoient pas se perpétuer; les feuls qui soient restés, sont ceux où se trouvoient l'ordre & la convenance: & ces especes que nous voyons aujourd'hui, ne sont que la plus petite partie de ce qu'un destin aveugle avoit produit.
같은 문장이 이에 앞서 (1748년) "Les loix du mouvement et du repos déduites d'un principe metaphysique" (번역: "형이상학적 원리로부터 움직임과 평형 법칙의 유도")에 발표되었다. 킹-힐(1963)은 30년 후에 나오는 데이비드 흄의 <자연 종교에 관한 대화>(1777년)에서 비슷한 생각이 발견된다고 한다.
모페르튀이가 관여하고 있었던 주된 논쟁은 경쟁관계인 두 발생 이론(즉, 전성설과 후성설)에 대한 것이다. 생명체에 대한 그의 이론은 결핍된 형태의 대량 멸종과 새로운 동식물의 자연 발생에 관한 것이다. 이러한 이론에서 창조주가 필요하지 않지만 현대적인 진화론은 아니다. 이러한 추론이 이루어진 1745년은 린네와 같은 시기이며 종에 대한 개념이 확립되기 전이다. 또한 계보에 관한 작업은 혈통을 따라 겉보기 특성을 추적하는 것과 결합되어 나중에 나오는 유전학의 전조가 되었다.

## 최소 작용 원리
최소 작용 원리에 의하면 모든 자연 현상에서 '작용'이라는 양이 최소화되는 경향이 있다. 모페르튀이는 20년에 걸쳐 이 원리를 개발하였다. 그는 작용을 물체의 질량, 그것이 이동한 거리, 그리고 그것이 이동하는 속도의 곱이라고 수학적으로 표현하였다.
1741년, 파리 과학 아카데미에 제출한 <Loi du repos des corps (정지한 물체의 법칙)>라는 논문에서 정지한 물체로 이루어진 계는 작용이 최소화되는 위치에 도달하는 경향이 있음을 보였다. 1744년 파리 아카데미에 제출한 또 다른 논문 <Accord de plusieurs lois naturelles qui avaient paru jusqu'ici incompatibles (지금까지 양립할 수 없는 자연법칙들의 일치)>에서 빛의 굴절을 최소 작용 원리로 설명하였다.
마침내 1746년에 그는 추가 논문 <Loix du mouvement et du repos (운동과 정지의 법칙)>을 베를린 과학 아카데미에 제출했는데, 이 논문은 질점의 운동에서 최소 작용 원리를 보여주었다. 질점이란 물체의 운동을 분석하기 위한 목적으로 도입되었는데 물체의 질량이 한 점에 집중된 물체를 말한다. 18세기 초 물리학의 주요 논쟁은 충돌에서 질점의 행동에 관한 것이었다. 데카르트 학파의 물리학자들과 뉴턴 학파의 물리학자들은 충돌에서 질점의 운동량과 상대 속도가 모두 보존된다고 주장한다. 반면에 라이프니즈 학파의 물리학자들은 살아있는 힘 즉 vis viva이라는 양도 보존된다고 주장한다. 이것은 두 가지 이유로 받아들여질 수 없었다: 첫째는 딱딱한 물체의 충돌에서 운동량과 상대속도는 보존되지만 살아있는 힘은 보존되지 않는다. 둘째로 살아있는 힘은 질량과 속력의 제곱으로 표시된다는 것이다. 왜 속도가 두 번이나 나오는가? 라이프니즈 학파는 이것을 간단히 설명하였다. 모든 물질에는 운동을 향한 자연스러운 경향이 있다는 것이다. 심지어 정지 상태에서도 물체의 내부에 내재된 속도가 있다.
이것은 데카르트 학파와 뉴턴 학파에게 있을 수 없는 일이었다. 운동에 내재적 경향이 있다는 것은 중세 학자들이 선호하는 '주술적 성질'이었고 도저히 받아들일 수 없는 것이었다.
그런데 질량과 속도 제곱을 곱한 양은 오늘날 역학에서 운동에너지의 두 배이며 그래서 '살아있는 힘'은 뒤에 중요한 역할을 한다.
최소 작용의 원리가 정지한 물체는 물론 빛에도 적용되기 때문에 이 원리는 보편적인 것으로 보였다.
그의 주장의 마지막 단계는 모페르튀이가 그의 원리를 우주론적으로 해석하기 시작했을 때 나왔다. '최소 작용'은 경제 원리처럼 들리는데, 대략 일상 생활에서 노력을 최소화하려는 생각에 해당한다. 최소 노력이라는 보편적인 원리는 우주의 구성에서 지혜의 작용을 보여주는 것처럼 보일 것이다. 모페르튀이에게 이것은 무한히 현명한 창조자의 존재에 대한 보다 강력한 논증으로 보였다.
이 문제에 대한 자신의 생각을 1750년 <Essai de cosmologie (우주에 관한 소론)>에 발표했다. 그는 신의 존재를 증명하기 위한 주요 주장들 즉 자연의 신비나 우주의 명백한 규칙성은 모두 반대의 여지가 있다는 것을 보여준다 (어떤 특히 혐오스러운 곤충의 존재에 어떤 경이로움이 있는가, 모든 행성이 거의 같은 평면에서 회전한다는 관찰에 어떤 규칙성이 있는가 – 정확히 같아야 한다. 거의 같은 평면이라면 설득력이 훨씬 떨어진다.) 그러나 보편적인 지혜의 원리는 현명한 창조자에 의한 우주의 형성에 대한 강력한 증거를 제공한다.
따라서 최소 작용의 원리는 단지 물리학 분야에서 모페르튀이의 연구의 절정일 뿐만 아니라, 신에 대한 강력한 증거를 제시하기 때문에 철학에서도 중요한 성취라고 그는 생각하였다.
그의 추론의 결함은 작용이 왜 질량, 속도 및 거리의 곱이 되는지에 대한 명백한 이유가 없고, 심지어 그것의 최소화가 노력의 최소화와 같은 '경제' 원칙이어야 하는 이유도 거의 없다는 것이다. 실제로 질량, 속도 및 거리의 곱은 수학적으로 에너지와 시간의 곱과 같은 차원이다. 따라서 질량과 속도의 곱의 거리 적분은 에너지의 시간 적분과 차원이 같다. 라이프니츠는 이미 이 양이 자연 현상에서 최소화되거나 최대화될 가능성이 있다는 것을 보여주었다. 이 양을 최소화하는 것은 경제성을 입증할 수 있지만, 극대화되는 것의 의미는 분명하지 않다. 쾨니히는 최소작용의 원리를 라이프니츠가 모페르튀이보다 먼저 발견하였다고 주장하기도 하였다.

## 칸트와의 관계
이마누엘 칸트는 <보편 자연사 및 천체이론>에서 모페르튀이가 1745년 논문에서 안드로메다를 포함하여 성운과 같은 물체에 대해 논의한 내용을 인용하고 있는데 모페르튀이는 실제로 별들의 집합체라고 언급하고 있다.
아르투어 쇼펜하우어는 다음과 같이 <순수 이성 비판>(1781년)에 포함된 임마누엘 칸트의 '가장 중요하고 빛나는 주장'이 모페르튀이의 것이라고 주장한다.

그러나 우리가 칸트의 가장 중요하고 빛나는 주장 즉 이상적 공간과 경이로운 입자 세계의 존재에 대한 주장은 모페르튀이가 이미 30년 전에 발표하였다는 것을 알았을 때 우리는 무엇을 말할 수 있는가? .... 모페르튀이는 이 역설적인 교리를 너무나 단호히 표현하였고, 그럼에도 불구하고 증거를 추가하지 않았다. 그도 역시 다른 곳에서 그것을 얻었다고 추측할 수밖에 없다. 

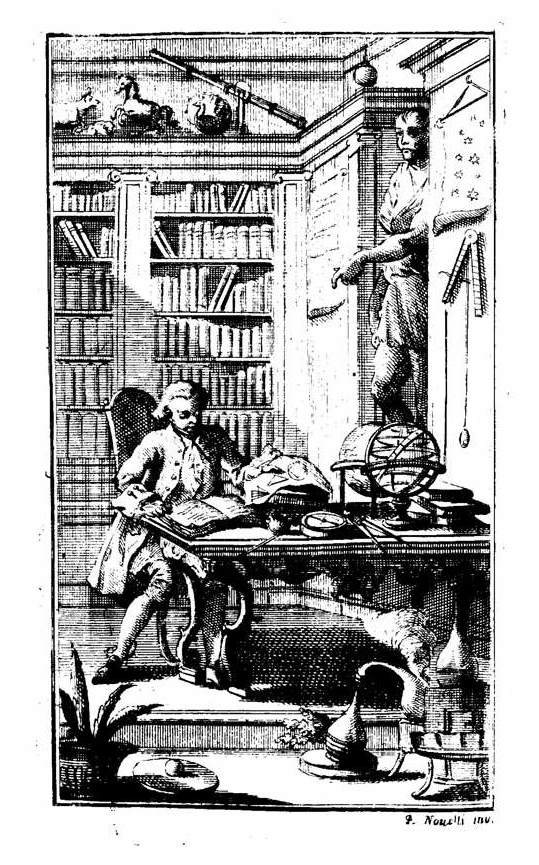
Lettres